# Gnetum buchholzianum
Gnetum buchholzianum Engl. – gatunek rośliny z rodziny gniotowatych (Gnetaceae Blume). Występuje naturalnie w Nigerii, Kamerunie oraz Republice Środkowoafrykańskiej. 

## Morfologia
PokrójWiecznie zielone, zdrewniałe liany.
LiścieMają kształt od owalnego eliptycznego do eliptycznego. Mierzą 9–14 cm długości i 4–7 cm szerokości. Są niemal skórzaste. Blaszka liściowa jest o klinowej nasadzie i krótko spiczastym wierzchołku.

## Biologia i ekologia
Rośnie w wiecznie zielonych lasach, na terenach gdzie roczna suma opadów wynosi około 3000 m. Występuje na wysokości do 1200 m n.p.m.

## Zastosowanie
Liście mają zastosowanie komercyjne. 

## Ochrona
W Czerwonej księdze gatunków zagrożonych został zaliczony do kategorii NT – gatunków bliskich zagrożeniu. Zasięg występowania wynosi 35 tys. km², lecz liczebność populacji ma tendencję spadkową. 
Gnetum buchholzianum ma szeroki zasięg występowania w tropikalnej Afryce Zachodniej. Jednak liście rośliny są zebrane w dużych ilościach w środowisku naturalnym, a następnie znajdują się w obrocie lokalnym, krajowym i międzynarodowym. Zbieranie często występuje w niezrównoważony sposób, który może prowadzić do zniszczenia całych siedlisk. Zbiory rośliny są znaczne i niekontrolowane, co może doprowadzić do drastycznego spadku liczebności populacji. Według IUCN równoważona uprawa powinna ograniczyć presję na dzikie stanowiska a monitorowanie stanu populacji powinno być podjęte w celu zapewnienia stabilności populacji. 
Gatunek został zaobserwowany w Parku Narodowym Dzanga-Sangha. W zasięgu jego występowania znajduje się także kilka innych parków narodowych i rezerwatów leśnych.